# Escola de esqui internacional
A Escola de esqui internacional (ESI) (em francês:  École de ski internationale (ESI)) depende desde o ano 2000 do Sindicato internacional dos monitores de esqui (SIMS) antigamente conhecida como Fédération française des enseignants du ski (FFES) fundada em 1977.
A escola é dirigida por um Escritório Nacional composto por 12 membros e agrupa mais de 2 000 monitores onde todos são diplomados pela Escola nacional dos desportos de montanha a ENSA francesa.